# Sugimoto Shigeo
Sugimoto Shigeo (jap. 杉本 茂雄; Sugimoto Shigeo, * 4. Dezember 1926 in Hyogo; † 2. April 2002) war ein japanischer Fußballnationalspieler.
Sugimoto debütierte bei den Asienspielen 1951 und absolvierte bei diesem Turnier drei Länderspiele. 1954 wurde er noch einmal für ein WM-Qualifikationsspiel in Tokyo gegen die Auswahl Südkoreas eingesetzt.